# FliK 41J
Il Flik 41J (nome ufficiale Jagdfliegerkompanie 41) era una delle unità aeree più famose dell'Impero austro-ungarico durante la prima guerra mondiale. Fu la prima formazione di piloti di caccia dopo la specializzazione del 1917 della k.u.k. Luftfahrtruppen e fu schierata sul fronte italiano.

## Storia

### Prima guerra mondiale

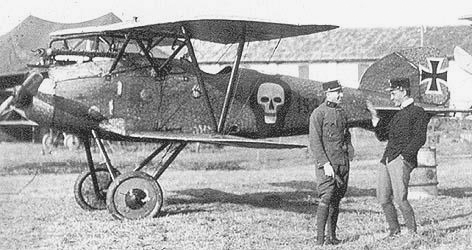
L'asso Godwin Brumowski, a sinistra nella foto, accanto al suo Albatros (Oef) D.III Typ 153 costruito su licenza dalla Oeffag da lui utilizzato con la FliK 41J. Accanto a lui l'altro asso Frank Linke-Crawford. Aeroporto (ora scomparso) di Torresella, vicino a Giussago (Portogruaro), fronte italiano.

L'unità fu fondata il 21 febbraio 1917 ancora come FliK 41. La J aggiuntiva al reparto di piloti da caccia arriva il 28 febbraio 1917.
Nel marzo dello stesso anno Godwin Brumowski fu nominato comandante dell'unità, dopo essere stato trasferito al fronte occidentale tedesco ed assegnato alla squadriglia da caccia tedesca Jasta 24, per studiare le esperienze fatte lì in combattimento aereo. Ha quindi introdotto questa conoscenza nella Flik 41J.
Il 27 marzo 1917, la FliK 41J di stanza a Sesana vicino a Trieste fu assegnata alla 5. Armee (Österreich-Ungarn). L'unità originale era progettata per avere 18 velivoli, numero che non fu mai raggiunto e finì con soli sei aerei e due aerei di riserva. 
Nel maggio-giugno 1917 è a Sesana con 7 Hansa-Brandenburg D.I.
Il 10 maggio il Capitano Francesco Baracca della 91ª Squadriglia abbatte l'Hansa-Brandenburg D.I del Zugsführer Rudolf Stöhr vicino a Vertoiba. 
Al 18 agosto 1917 era sempre a Sesana nell'Isonzo Armee al comando dell'Hptm Brumowski con 4 Brandenburg D I ed al 24 ottobre successivo la Flik 41/J era sempre a Sesana nell'Isonzo Armee al comando dell'Hptm Brumowski quando prende parte alla Battaglia di Caporetto.
Nel novembre 1917 fu raggiunta dal 1. Armee (Österreich-Ungarn) e nel gennaio 1918 dalla 6. Armee (Österreich-Ungarn). 
Il 17 aprile 1918 l'asso William George Barker del No. 66 Squadron RAF ha abbattuto l'Oblt. Gassner-Norden sull'Albatros D.III (Oef) ad est di Vittorio Veneto.
Fino alla fine della guerra, era ancora di stanza nei seguenti campo volo: Aeroporto di Udine-Campoformido, Aiello del Friuli, Feltre, Torresella (vicino a Fossalta di Portogruaro) e Portobuffolé.
Dalla sua fondazione fino al novembre 1918, fu utilizzata anche nel corso delle battaglie sul Piave e sul Montello.
La Flik 41J aveva la reputazione di essere la migliore unità dell'aviazione. Nell'unità hanno prestato servizio molti dei migliori piloti da caccia austro-ungarici come Frank Linke-Crawford, Kurt Gruber (aviatore), Károly Kaszala, Miroslav Navratil, Rudolf Szepessy-Sokoll, Josef Novak e temporaneamente anche Julius Arigi e Benno Fiala von Fernbrugg.
Le squadriglie aeree erano numerate in numeri arabi. Il livello obiettivo di aeromobili di una squadriglia aerea ammontava a sei aerei e due aerei di riserva. Aveva una decina di ufficiali, tra cui quattro ufficiali osservatori e 100 sottufficiali e truppa. Come "copertura" (personale addetto alla sicurezza) sono stati assegnati al massimo una mezza compagnia di 60 uomini. Le compagnie aeree erano molto mobili e trasferibili in breve tempo, se necessario. Non esisteva una connessione radio con l'aereo.